# Андреевское (Бабушкинский район)
Андреевское — село в Бабушкинском районе Вологодской области.
Входит в состав Рослятинского сельского поселения, с точки зрения административно-территориального деления — в Рослятинский сельсовет.
Расстояние по автодороге до районного центра села имени Бабушкина — 74 км, до центра муниципального образования Рослятино — 2 км. Ближайшие населённые пункты — Челищево, Рысенково, Красота.
Население по данным переписи 2002 года — 167 человек (78 мужчин, 89 женщин). Преобладающая национальность — русские (99 %).
В Андреевском расположена церковь Воскресения — памятник архитектуры.